# Du rififi chez les mômes
Pour les articles homonymes, voir Rififi et Bugsy.
Pour plus de détails, voir Fiche technique et Distribution.
Du rififi chez les mômes, également connu sous son titre original Bugsy Malone, est un film britannique réalisé par Alan Parker, sorti en 1976. Film parodique mettant en scène exclusivement des enfants, il se veut également un hommage au cinéma des années 1920 et 1930, notamment les films de gangsters.
Il s'agit du premier film d'Alan Parker comme réalisateur. Il est présenté en compétition officielle au festival de Cannes 1976. C'est un succès commercial au Royaume-Uni, mais pas dans le reste du monde (il ne connaît qu'une sortie limitée aux États-Unis). Il reçoit cependant plusieurs nominations aux Oscars et aux Golden Globes ainsi que cinq prix aux British Academy Film Awards.

## Synopsis
En 1929, dans le New York de la prohibition, « Gros Sam » est un chef de gang et gérant du speakeasy Grand Chelem (Grand Slam en VO). Il règle ses comptes à grands coups de tartes à la crème. Mais une bande rivale, menée par Dan le Dandy, lui déclare la guerre et possède une arme secrète invincible, le splurge, une mitraillette à crème pâtissière. Sam engage alors le mystérieux et solitaire Bugsy Malone, pour l'aider. Bugsy fait par ailleurs la connaissance de la belle Blousey Brown, qui aspire à une carrière artistique.

## Fiche technique
Sauf indication contraire, les informations mentionnées dans cette section peuvent être confirmées par la base de données cinématographiques IMDb,  présente dans la section « Liens externes ».
- Titre original : Bugsy Malone
- Titre français : Bugsy Malone ou Du rififi chez les mômes
- Titre québécois : Bugsy Malone
- Réalisation et scénario : Alan Parker
- Musique et paroles : Paul Williams
- Montage : Gerry Hambling
- Photographie : Peter Biziou et Michael Seresin
- Direction artistique : Malcolm Middleton
- Décors : Geoffrey Kirkland
- Costumes : Monica Howe
- Production : Alan Marshall
  - Production déléguée : David Puttnam et Robert Stigwood
- Sociétés de production : Robert Stigwood Organisation, Bugsy Malone Productions, Goodtimes Enterprises, National Film Finance Consortium, National Film Trustee Company et The Rank Organisation
- Sociétés de distribution : Fox-Rank, Paramount Pictures
- Pays de production :  Royaume-Uni
- Budget : entre 575 000[2] et 1 million de livres[3]
- Langues originales : anglais, français et italien
- Format : couleur (Eastmancolor) - 1,85:1 - 35 mm - mono / 4-Track stereo
- Genre : comédie, film musical et film de gangsters
- Durée : 93 minutes
- Dates de sortie[4] :
  - France : mai 1976 (festival de Cannes 1976 - compétition officielle) ; 25 août 1976 (sortie nationale) ; 15 avril 2009 (ressortie)
  - Royaume-Uni : 22 juillet 1976
  - États-Unis : 12 septembre 1976 (sortie limitée à New York)
- Affiche : Macario Gómez Quibus (Espagne)

## Distribution
- Scott Baio (VF : Mark Lesser) : Bugsy Malone
- Florrie Dugger : Blé noir (Blousey Brown en VO)
- Jodie Foster : Tallulah
- John Cassisi (en) : Gros Sam (Fat Sam en VO)
- Martin Lev (id) : Dan le dandy (Dandy Dan en VO)
- Dexter Fletcher : Baby Face
- Bonnie Langford : Lena Marelli

## Production

### Genèse et développement
Après une carrière dans la publicité, Alan Parker réalise quelques courts métrages. Il développe ensuite son premier long métrage, dont il est également le scénariste. Il imagine cette intrigue lors d'un voyage entre Londres et son domicile du Derbyshire. Pour occuper ses enfants durant le trajet, il leur raconte cette histoire. L'un de ses fils, Alexander, lui demande alors pourquoi des enfants n'en seraient pas les héros.

### Attribution des rôles
Le film se distingue par la seule présence d'enfants acteurs. John Cassisi (en) est choisi après le passage d'Alan Parker dans une classe d'un établissement scolaire de Brooklyn. Il demande à la classe qui est le plus méchant. La classe cite d'emblée son nom
Mark Curry a été envisagé pour le film.
Ce film marque les débuts en tant qu'acteur de Dexter Fletcher, qui fera ensuite également carrière comme réalisateur.

### Tournage
Le tournage a lieu à l'été 1975, principalement dans les Pinewood Studios du Buckinghamshire. La scène d'auditions au Bijou Theatre a été tournée au Richmond Theatre à Londres. Des scènes sont par ailleurs tournées dans une ancienne usine à biscuits Huntley & Palmers à Reading dans le Berkshire.
Dans les studios Pinewood, des salles de classe sont aménagées et six professeurs sont recrutés pour faire la classe aux jeunes acteurs.
Sur le tournage plusieurs Voitures à pédales, répliques de voitures de l'époque de l'intrigue, sont construites. Elles sont capables de rouler à environ 16 kilomètres par heure. Construites à la main, elles sont à l'époque du film aussi coûteuses qu'une Mini. Par ailleurs, la substance pour imiter la crème projetée par les armes demandera une long développement.

## Bande originale
Alan Parker voulait écrire lui-même les chansons du film. Cependant, le producteur David Puttnam recommande d'engager un professionnel. Révélé par Phantom of the Paradise en 1974, Paul Williams est choisi pour composer et écrire toutes les chansons et la musique du film. Nommé à l'Oscar de la meilleure musique de film pour Phantom of the Paradise, il sera encore nommé dans cette catégorie pour cet album.
Liste des titres
1. Bugsy Malone – Paul Williams
2. Fat Sam's Grand Slam – Paul Williams
3. Tomorrow
4. Bad Guys
5. I'm Feeling Fine
6. My Name Is Tallulah
7. So You Wanna Be a Boxer?
8. Ordinary Fool
9. Down and Out
10. You Give a Little Love – Paul Williams

## Accueil
Le film reçoit des critiques plutôt positives. Sur l'agrégateur américain Rotten Tomatoes, il récolte 83% d'opinions favorables pour 24 critiques et une note moyenne de 6,54⁄10. Sur Metacritic, il obtient une note moyenne de 71⁄100 pour 7 critiques.
Le célèbre critique américain Roger Ebert lui donne la note de 3,5⁄4, décrit le film comme « charmant » et souligne la performance de Jodie Foster. Gene Siskel attribue la même note et apprécie notamment les acteurs, les chorégraphies, les chansons et la photographie.
Dans la presse française de 1976, on peut lire dans Le Nouvel Observateur sous la plume de Jean-Louis Bory : « Alan Parker est à l'enfant ce que Walt Disney est à l'animal : un faiseur de singes, comme on dit en Beauce "faiseuse d'anges" pour désigner une avorteuse. L'adultomorphisme ravage là autant qu'ici l'anthropomorphisme ». Dans Télérama, Jean-Luc Douin écrit : « Ce Scarface en culottes courtes évite toute équivoque. Déguisés en durs à cuire et en femmes fatales, les jeunes prodiges nous épargnent singeries et cabotinage. De leur imitation ironique naît la distance critique ». Dans Le Quotidien de Paris, Michel Perez écrit : « Je me demande pourquoi Alan Parker n'a pas fait jouer son film par des nains. Il aurait obtenu aussi bien l'effet de distanciation qu'il recherche et il aurait pu le dédier à la mémoire de Tod Browning ».
Aux États-Unis, le film ne rencontre cependant pas le succès commercial, la Paramount ne lui offrant qu'une sortie limitée (souvent en double programme avec La Chouette Équipe) ; il ne rapporte que 2 783 840 $ sur le sol américain. Le film est cependant rentabilisé notamment grâce à son succès sur le sol britannique. En France, il attire 300 973 spectateurs en salles.
En 2008, le film est classé à la 353e place des 500 meilleurs films de tous les temps par le magazine Empire.
Par la suite, Alan Parker a une attitude particulière vis à vis de son premier film. Ainsi, dans certains biographiques et filmographies, Bugsy Malone ne figure pas. Plus tard, Alan Parker réhabilite le film et avoue en être fier.

## Distinctions
Source : Internet Movie Database

### Récompenses
- British Academy Film Awards 1977 : meilleur nouveau venu dans un rôle principal pour Jodie Foster (également pour Taxi Driver), meilleure actrice dans un second rôle pour Jodie Foster (également pour Taxi Driver), meilleurs décors pour Geoffrey Kirkland, meilleur scénario pour Alan Parker, meilleur son

### Nominations
- Oscars 1977 : Meilleure partition de chansons et adaptation pour musicale pour Paul Williams
- Golden Globes 1977 : meilleur film musical ou de comédie, meilleure chanson originale pour Bugsy Malone pour Paul Williams et meilleure musique de film pour Paul Williams
- British Academy Film Awards 1977 : meilleur film, meilleure musique de film pour Paul Williams, meilleurs costumes, meilleur réalisateur pour Alan Parker
- Saturn Awards 1977 : meilleur film fantastique